# Roger Chailloux
Roger Chailloux (Den Haag, 7 februari 1931 – Amsterdam, 20 november 1977) was een Nederlands graficus, schilder, decor- en kostuumontwerper.  

## Leven en werk
De eerste helft van zijn leven brengt Chailloux door in Frankrijk. In 1946 keert hij terug naar Nederland waar hij de HBS gaat volgen. Hij wil architect worden. Dat hij dit idee niet kan verwezenlijken schrijft Roger zelf toe aan een tekort aan wiskundige capaciteiten. Wie later zijn theatermonteringen ziet, constateert dat het praktisch wiskundig inzicht ruim voorhanden is. 
Van 1953 tot 1959 studeert hij aan de Rijksakademie van beeldende kunsten te Amsterdam. Hij volgt gedurende drie jaar de afdeling Tekenen bij Gé Röling en Schilderen onder leiding van Otto de Kat. Daarna is hij student aan de afdeling Beeldende kunst in de architectuur, voornamelijk bij de Zwitserse monumentaal-schilder Prof. W. Clénin. Als graficus is Roger Chailloux autodidact.
Tussen 1956 - 1973 ontwerpt Roger Chailloux decors voor 'Toneelgroep Puck' (later Toneelgroep Centrum geheten).
In 1958 neemt hij deel aan de tentoonstelling ter gelegenheid van de ingebruikneming van de nieuwe aula (ontwerp Gerrit Rietveld) in de Rijksakademie.
In 1959 vervaardigt Roger Chailloux vijf schilderijen in historische stijl voor de film 'De Lage Landen' van de cineast George Sluizer.
In 1959 heeft hij zijn eerste solotentoonstelling in de Rotterdamse Kunstkring en neemt hij deel aan de 1ste Biennale voor jonge kunstenaars in Parijs. Oprichting van de groep 'Atol' (1959-1961). Chailloux vestigt zich in Amsterdam.
In 1960 deelname aan XXXe Biënnale van Venetië en aan de tentoonstelling 'Hollandais d'Aujourd'hui' in Parijs.
In 1961 krijgt Chailloux een eervolle vermelding op de Internationale Grafiektentoonstelling te Ljubljana. Hij illustreert voor Stichting De Roos te Utrecht de bibliofiele uitgave van 'Le Chef d'oeuvre inconnue' van Honoré de Balzac. Rond 1964 sluit hij zich aan bij de Groep Scorpio, met onder andere Frans de Boo, John Grosman, Guillaume Lo A Njoe, Ad Molendijk, Karl Pelgrom, Jan Sierhuis, Pierre van Soest, Aat Verhoog en Leo de Vries
In 1971 neemt Chailloux het besluit - parallel aan de Aktie Tomaat - zijn werk voor het theater te beëindigen. Hij wil zich weer meer op de grafiek gaan toeleggen.
In 1972 illustreert hij de bibliofiele editie van 'La vengeance d'une femme' van Jules-Amédée Barbey d'Aurevilly in opdracht van de Stichting De Roos. Hij gaat doceren aan de Rijksakademie van Amsterdam. In 1973 wordt hij benoemd tot hoogleraar in de afdeling Vrije Grafiek.
In 1974 werkt hij aan zijn laatste theatermontering 'Cyrano de Bergerac' in de regie van Ko van Dijk jr..
In 1977 overlijdt Roger Chailloux op 20 november na een langdurig en ongeneeslijk ziekteproces.
Het werk van Roger Chailloux bevindt zich in privécollecties en de collecties van o.a. het Frans Hals Museum te Haarlem, Stedelijk Museum te Amsterdam, Museum Boijmans Van Beuningen Rotterdam.  In Amerika is zijn werk vertegenwoordigd in de collecties van o.a. The Museum of Modern Art te New York, The Museum of Fine Arts te Boston en The National Gallery of Art te Washington.
- Biografisch Portaal: 38475276
- Digitale Bibliotheek voor de Nederlandse Letteren: chai007
- Gemeinsame Normdatei: 136468055
- International Standard Name Identifier: 0000 0000 7885 498X
- Library of Congress Control Number: n81045127
- Nederlandse Thesaurus van Auteursnamen: 068910894
- RKD-Nederlands Instituut voor Kunstgeschiedenis: 16245
- Système universitaire de documentation: 241799465
- Union List of Artist Names: 500054573
- Virtual International Authority File: 96044958
- WorldCat: E39PBJh4vBRqWBhvGcYvcCHpyd